# 伸展
| ウィキペディアには「伸展」という見出しの百科事典記事はありません（タイトルに「伸展」を含むページの一覧/「伸展」で始まるページの一覧）。 代わりにウィクショナリーのページ「伸展」が役に立つかもしれません。 |